# Говорит Ленинград
«Говорит Ленинград» — книга советской поэтессы и журналиста Ольги Фёдоровны Берггольц, изданная в 1946 году.
Книга представляет собой сборник выступлений Ольги Берггольц по радио в годы блокады Ленинграда.

## История публикации
Книга «Говорит Ленинград» составлена из выступлений Ольги Берггольц по радио в тяжелейшие дни блокады Ленинграда и в дни победы над фашизмом. Она должна была запечатлеть всё самое значительное, о чём говорил Ленинград по радио в дни осады.
Из предисловия книги:

В одну из очень холодных январских ночей сорок второго года – кажется на третий день после того, как радио перестало работать почти во всех районах Ленинграда, – в радиокомитете, в общежитии литературного отдела была задумана книга «Говорит Ленинград».
Был даже составлен ее план. Тогдашний художественный руководитель радиокомитета Я. Л. Бабушкин, редактор литературного отдела Г. Макогоненко и я трудились над планом почти до утра, возле единственной, в четверть накала горевшей лампы, прикрытой газетным кульком.
— Ольга Берггольц
Книга была издана в 1946 году. Однако открыто выступавшая в поддержку Анны Ахматовой и Михаила Зощенко, подвергшихся грубому поруганию в Постановлении оргбюро ЦК ВКП(б) «О журналах „Звезда“ и „Ленинград“» от 14 августа 1946 года и исключённых из Союза писателей, Ольга Берггольц сама подверглась критике за «упадничество и индивидуализм», «воспевание темы страдания и ужасов перенесенной блокады», а первое издание книги «Говорит Ленинград» было изъято из книжных магазинов и библиотек.